# Институт географии НАНА имени академика Г. Алиева
Институт географии НАНА имени академика Гасана Алиева — научно-исследовательский институт проблем географии Азербайджана.

## История
В 1937 году в структуре Азербайджанского филиала АН СССР создан отдел географии. В отделе действовали И. В. Фигуровский, Алиев, Г. А. Алиев, Р. В. Ковалёв и Г. Б. Алиев.
1 мая 1945 года создан Институт географии АН Азербайджанской ССР.
На 1947 год в Институте работало 20 человек, из них — 11 кандидаты наук. К 1963 году число сотрудников достигло 162.
В 1959 году при Институте создан Центр проблем Каспийского моря.
В 1970 году А. Шихлинский, А. Мадатзаде, А. Айюбов стали лауреатами государственной премии Азербайджанской ССР за издание монографии «Климат Азербайджанской ССР».
1 февраля 1994 года институту было присвоено имя Г. Алиева.

## Руководители
- Алиев Г. Б. (1945—1948)
- Шихлинский А. М. (1948—1951)
- Мадатзаде А. А. (1951—1957)
- Гюль Г. К. (1957—1964)
- Рустамов С. Г. (1964—1967)
- Алиев Г. А. (1967—1988)
- Будагов Б. А. (1988—2012)

## Научные направления
- Исследование природы, экогеографических особенностей природных ресурсов Азербайджана
- экономико-географические проблемы территориальной организации населения
- опустынивание
- экологические условия Каспийского моря, снижение его уровня
- генезис климата
- гидрометеорологические условия Каспийского моря

## Структура
В состав Института входят 20 отделов по различным направлениям, в том числе
- Отдел	геоморфологии и природных рисков
- Отдел проблем уровня Каспийского моря
- Отдел географии земельных ресурсов Азербайджана
- Отдел экогеографии
- Отдел история географической мысли и топонимики
- Отдел палеогеографии
- Отдел ландшафтоведения и ландшафтного планирования
- Отдел гидрологии суши и водных ресурсов
- Отдел политической и экономической географии Азербайджана
- Отдел климатологии и агроклиматологии
- Отдел демографии и географии населения
- Отдел туризма и рекреационной географии
- Отдел медицинской географии
- Отдел гидрометеорологии Каспийского моря
- Отдел мониторинга Каспийского моря
- Отдел геоинформатики и картографии
- Отдел геоморфологии побережья и дна Каспийского моря
- Биогеографический стационар

Кроме того, в состав Института входят учёный совет, Совет молодых учёных и специалистов, Диссертационный совет,

## Научные результаты
- исследованы количественные показатели климата на территории Азербайджана, закономерности похолодания и опустынивания[1]
- составлена новая шкала оценки селей
- составлены карты (1:100 000) ареалов, причин, степени опустынивания прибрежной зоны
- исследованы водохранилища на предмет заиления и динамики берегов
- установлена корреляция между колебаниями уровня Каспийского моря и солнечной активностью
- разработана модель прогноза распространения загрязнителей в Каспийском море
- составлен гидрометеорологический атлас Каспийского моря
- подготовлено несколько атласов Азербайджана, в том числе агроклиматический, атлас природных условий, комплексный гидрометеорологический, атлас палеогеографических карт шельфов Евразии в Мезозое и Кайнозое
- подготовлены и изданы ландшафтно-геохимическая карта Азербайджанской, плейстоценовые карты для территории Азербайджана, ландшафтная карта Азербайджана, карта экологических рисков[2]
- проведено экогеоморфологическое районирование Азербайджана
- составлена рельефная модель дна Каспийского моря в трёхмерной графике

Институтом издаётся журнал «География и природные ресурсы».